# Kishen Bholasing
Kishen Bholasing (3 agosto 1984 – Amsterdam, 12 aprile 2020) è stato un cantante, musicista e percussionista surinamese naturalizzato olandese.

## Biografia
Definito uno dei migliori interpreti del Baithak Gana della sua epoca, suonava il Dholak ed è stato la voce principale del gruppo Kishen & Friends. Si è esibito nei Paesi Bassi e nel Suriname durante eventi sportivi della Wrestling Federation surinamese.
Molti dei membri della famiglia di Bholasing erano noti anche per aver fatto musica baithakgana, tra cui suo padre, Angad Bholasing, sua madre, Rosie Bholasing-Jiboth, e sua zia, Motimala Bholasing.

## Morte
Il 24 marzo 2020 fu annunciato che Bholasing era stato infettato da  COVID-19. Il cantante è morto a 35 anni il 12 aprile, nell'Academic Medical Center di Amsterdam a causa di complicazioni della malattia.